# 湄公螳属
湄公螳属（学名：Mekongomantis）为螳科的一个属。

## 下属物种
本属包括以下物种：
- 五刺湄公螳 Mekongomantis quinquespinosa Schwarz, Ehrmann & Shcherbakov, 2018